# Rebound Capital Games
Rebound Capital Games (aussi nommé Rebound CG, ou Rebound) est un studio français indépendant de création et d'édition de jeux vidéo fondé en 2017, et basé à Angoulême, (siège social à Paris).  

## Historique
Depuis 2017, Rebound CG produit des jeux vidéo sur différentes plates-formes (PC, MacOS, Android et iOS) en auto-édition. Le studio est spécialisé dans les jeux de management sportif autour du tennis.

## Jeux développés
| Titre                 | Année | Plates-formes | Distribution                                  |
| --------------------- | ----- | ------------- | --------------------------------------------- |
| Tennis Manager Mobile | 2019  | Android, iOS  | Google Play, App Store                        |
| Tennis Manager 2021   | 2021  | PC, MacOS     | Steam, Epic Games Store, GOG, Microsoft Store |
| Tennis Manager 2022   | 2022  | PC, MacOS     | Steam, Epic Games Store, GOG                  |
| Tennis Manager 2023,  | 2023  | PC, MacOS     | Steam, Epic Games Store, GOG                  |
| Tennis Manager 2024   | 2024  | PC, MacOS     | Steam, Epic Games Store, GOG                  |